# Franco Pupulin
Franco Pupulin (n. 1960, Italia ) es un orquideólogo y botánico italiano de nacimiento y costarricense de adopción.

## Biografía
Franco Pupulin estudió en Italia, se graduó en la Facultad de Ciencias Biológicas en 1985, e interesado por las orquídeas se trasladó a Centroamérica.
Pupulin como especialista orquideólogo se encuentra afincado en Costa Rica desde hace varios años. Es profesor e investigador de la Estación Experimental Jardín Botánico Lankester (JBL-UCR)
Actualmente coordina programas de cooperación con el Museo de Historia Natural de la Universidad de Florida EE. UU., la Universidad della Tuscia, Italia, los Herbarios de la Universidad de Harvard y del Real Jardín Botánico de Kew, entre otros.
Pupulin recibió el Premio Robert Lee Dressler 2003-2005 de la Fundación Charles H. Lankester.
Es una autoridad mundial en orquideología. Participa en varios comités científicos y es editor de varias publicaciones tales como Lankesteriana y Epidendrum, entre otras.

## Obras y publicaciones
- Vanishing Beauty: Native Costa Rican Orchids, F. Pupulin, Universidad de Costa Rica, julio de 2005.

- La abreviatura «Pupulin» se emplea para indicar a Franco Pupulin como autoridad en la descripción y clasificación científica de los vegetales.[1]

También aparece en publicaciones como miembro de :
- D.E.Mora-Retana & Pupulin
- D.E.Mora-Retana, Pupulin & A. Herrera
- Pupulin & D.Castelfranco
- Pupulin, D.Castelfranco & E. Salas
- Pupulin, D. Castelfranco, H. L. P. Montealegre & A. C. Rodríguez
- Pupulin, D. Castelfranco & L. Spadari
- Pupulin, H. L. P. Montealegre, M. Bonilla & J. C. Cervantes
- Pupulin & M. Flores
- Pupulin, M. L. Spadari, J. Cambronero, V. Juárez-Pérez & K. Granado
- Pupulin, R. L. Dressler, K. Dressler, D. E. de Mora-Retana & R. Dodero
- M. A. Blanco, Pupulin, H. León-Páez & G. Gerlach